# Berno (kanton)

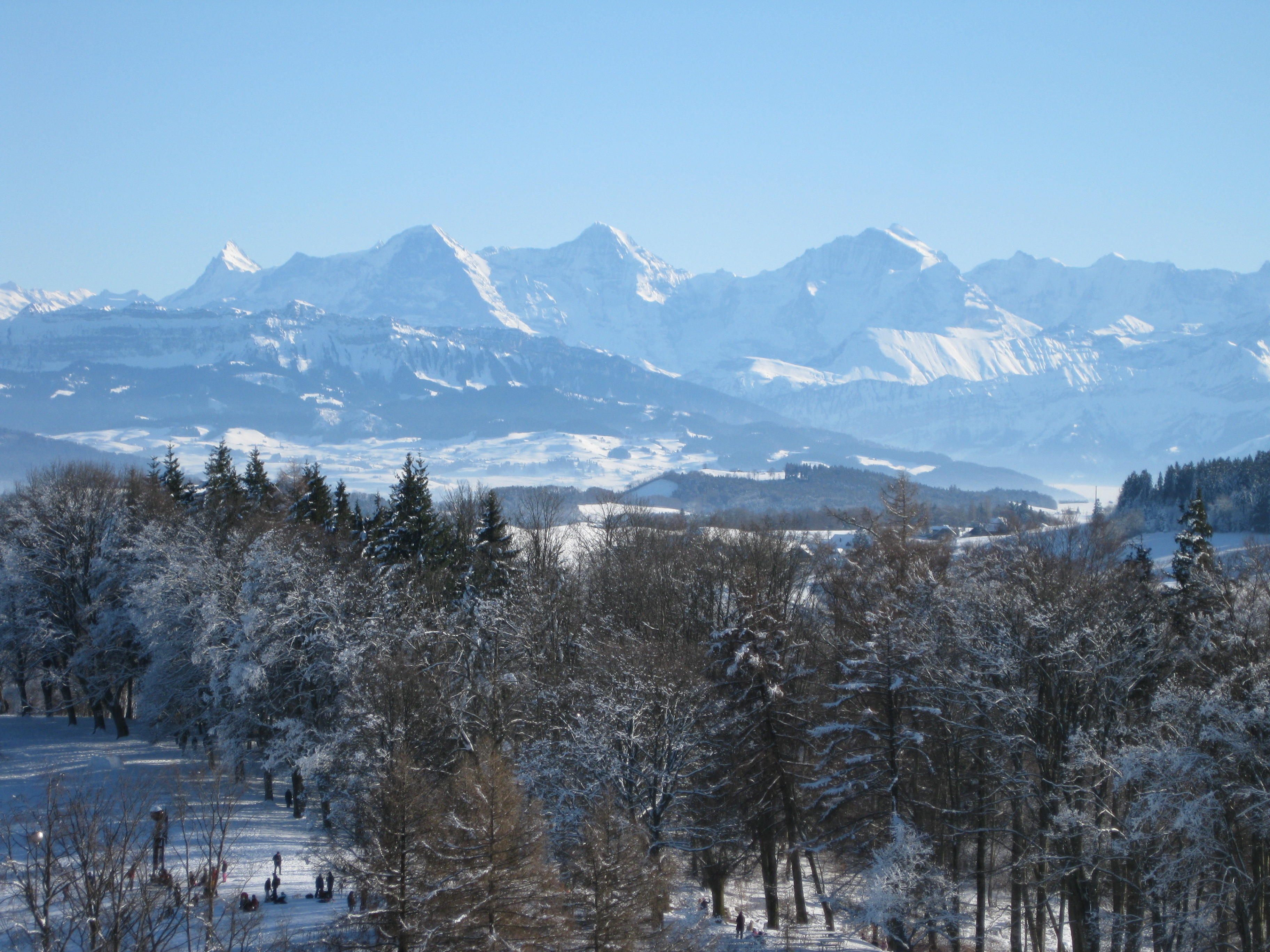
Alpy Berneńskie: Eiger, Mönch i Jungfrau

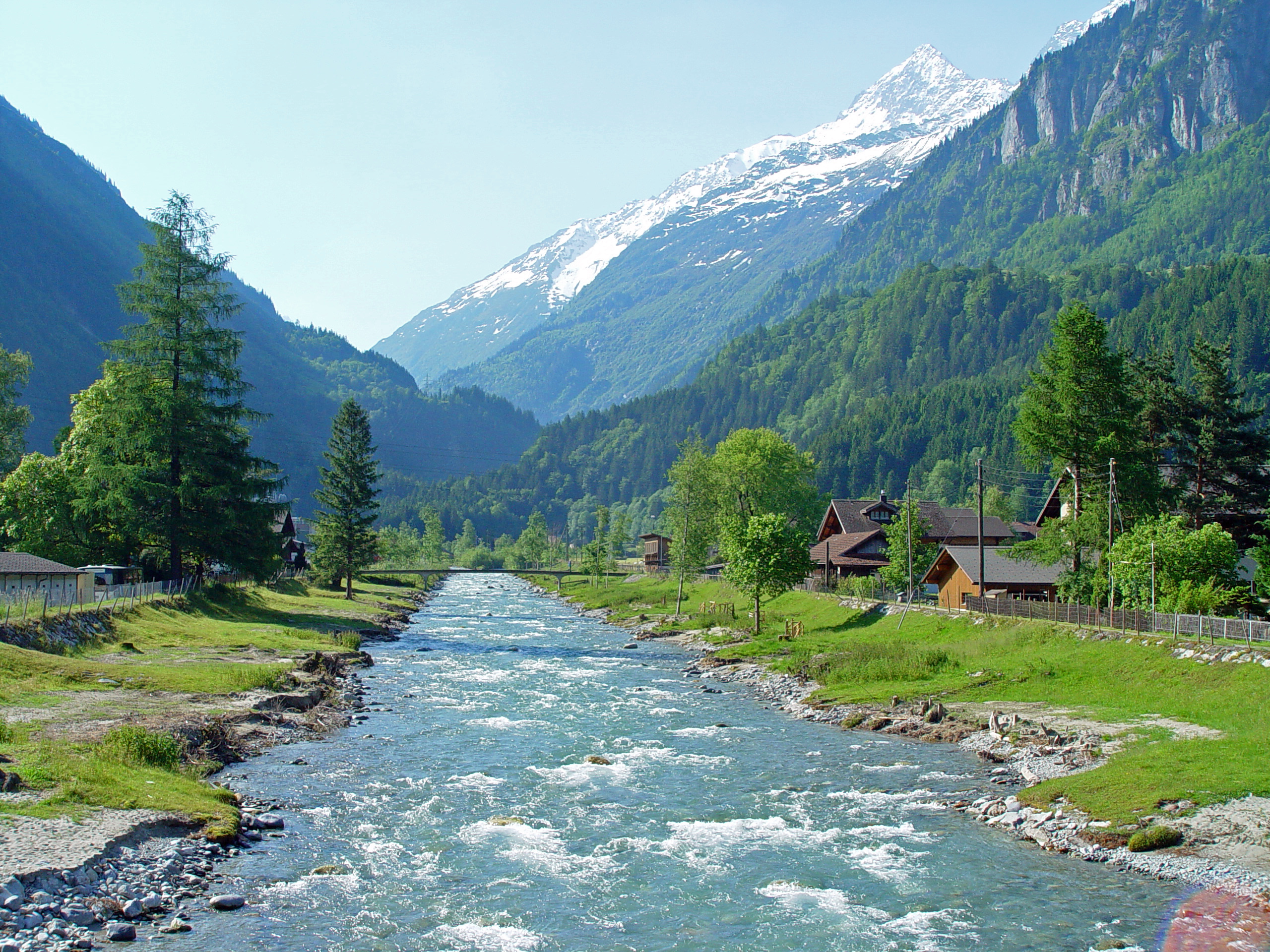
Rzeka Aare

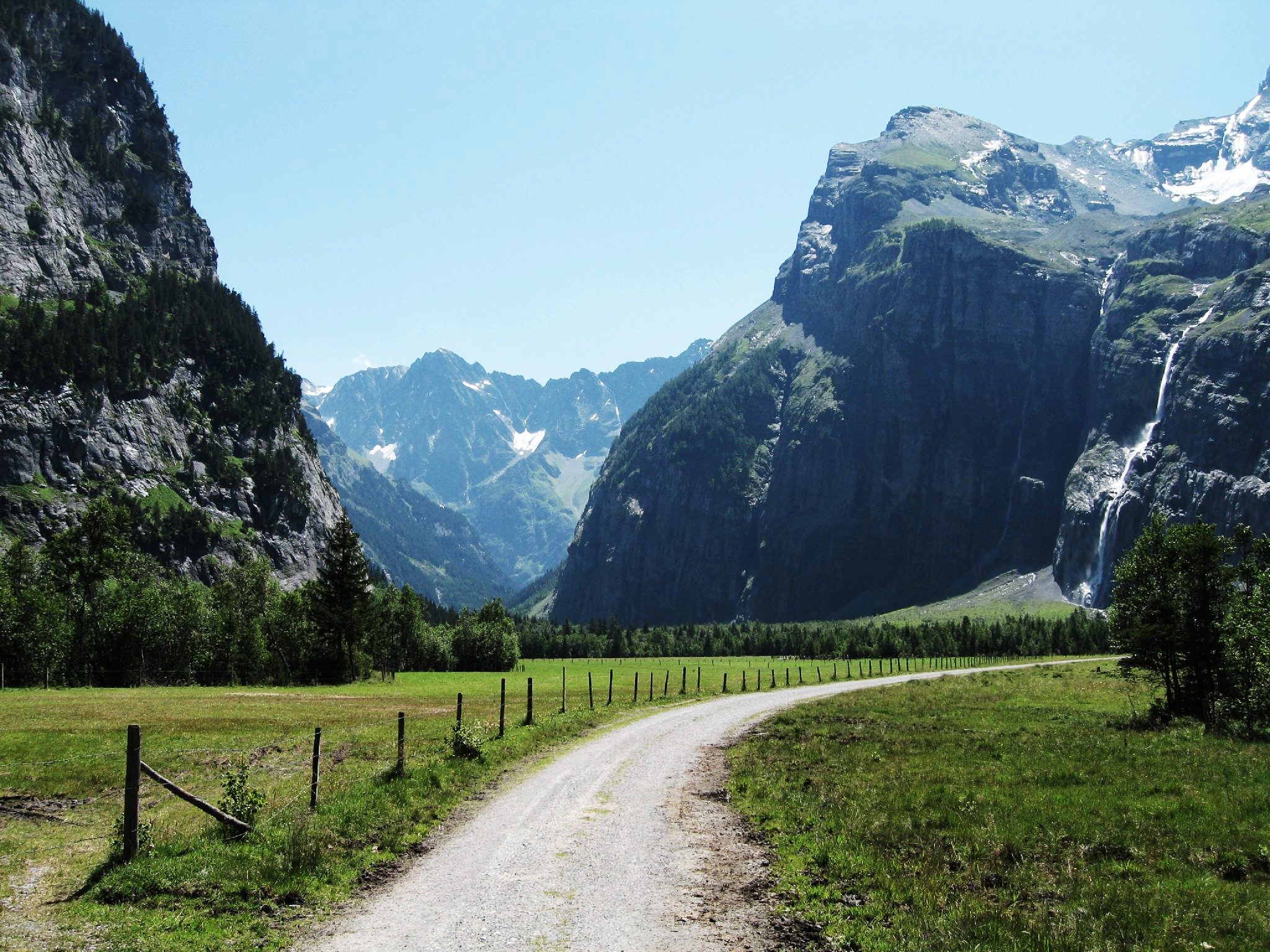
Dolina Gasteretal

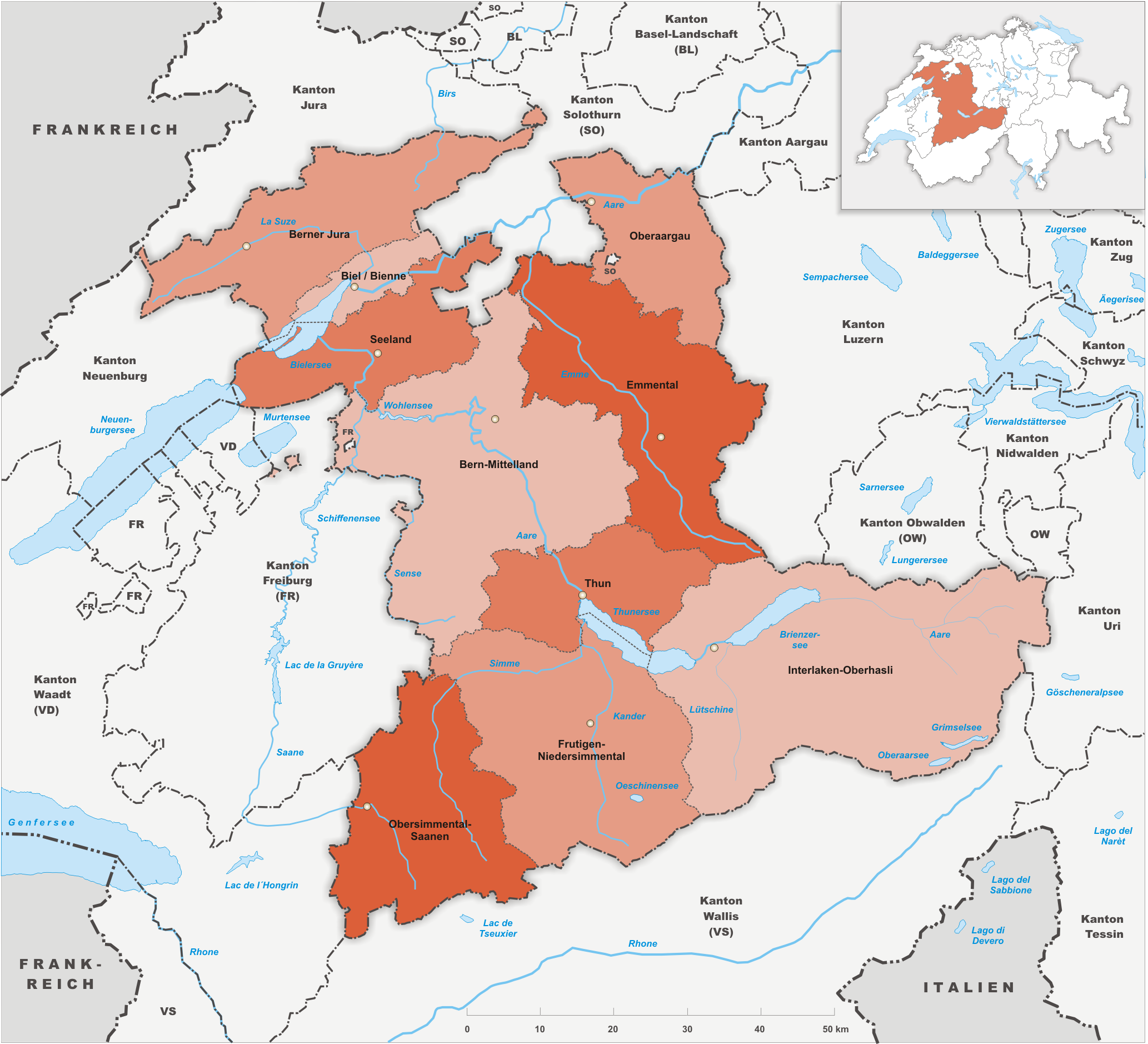
Dystrykty kantonu Berno

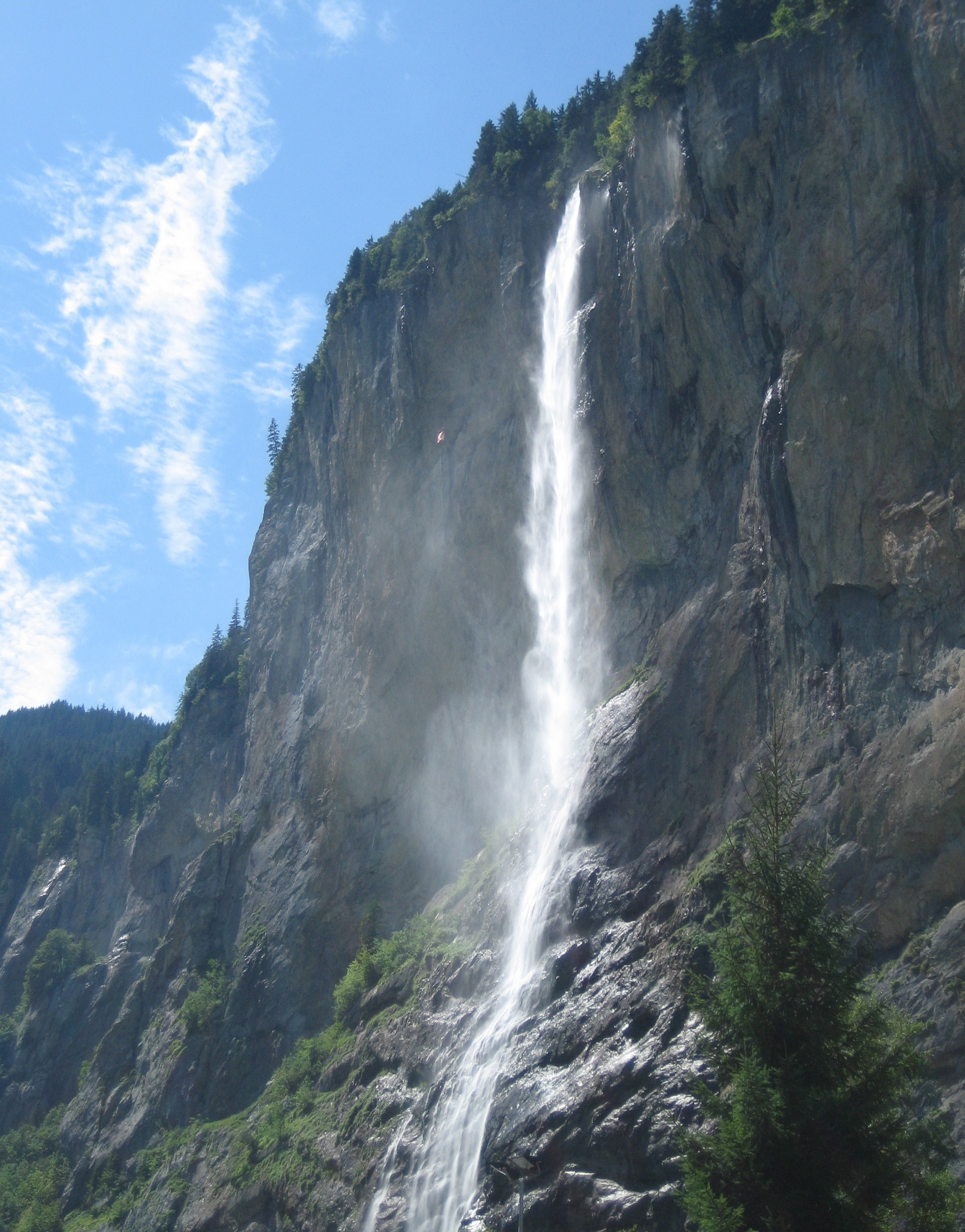
Staubbach

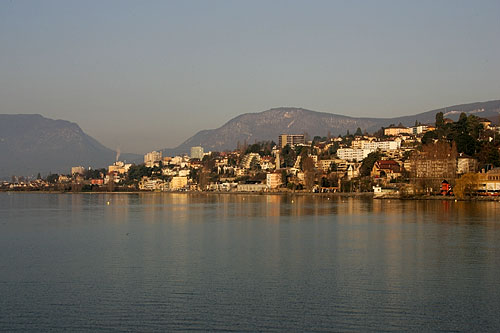
Jezioro Neuchâtel

Berno (gsw. Bärn, niem. Bern, fr. Berne) – szwajcarski kanton, drugi co do wielkości zarówno pod względem powierzchni (po Gryzonii) jak i populacji (po Zurychu). Leży w zachodniej części kraju, głównie w dorzeczu rzeki Aare. Na północy graniczy z kantonami Jura i Solura, na zachodzie graniczy z kantonami Neuchâtel, Fryburg i Vaud. Na południu graniczy z trzecim co do wielkości kantonem w Szwajcarii – Valais. Na wschodzie kanton Berno graniczy z kantonami Uri, Nidwalden, Obwalden, Lucerna i Argowia.
Kanton ten jest dwujęzyczny, status języka urzędowego mają tutaj zarówno język niemiecki jak i francuski. 31 grudnia 2022 kanton Berno zamieszkiwało 1 051 437 osób, z czego 173 158 (16,6%) to obcokrajowcy. Stolicą kantonu jest miasto Berno {Bern).

## Historia
Tereny kantonu składają się z ziem zdobytych przez Berno, zarówno na drodze militarnej jak i kupna, głównie między XIV a XVI wiekiem. Nabyte tereny z datą przyłączenia:
- Laupen (1324),
- Hasli i Meiringen (1334),
- Thun i Burgdorf (1384),
- Unterseen i górna część doliny Simmental (1386),
- Frutigen (1400),
- dolna część doliny Simmental (1439–1449),
- Interlaken, Grindelwald, Lauterbrunnen i Brienz (1528),
- Saanen (1555),
- Köniz (1729),
- Jura z Biel (1815).

Kanton utracił także część terenów: Argowię (1415), Aigle i Grandson (1475), Vaud (1536) oraz Pays-d'Enhaut z Château-d’Œx (1555). Od 1798 do 1802 Berner Oberland odłączył się od Berna jako osobny kanton Republiki Helweckiej – Oberland ze stolicą w Thun. Część francuskojęzycznego rejonu Berna odłączyła się w 1979 r. tworząc kanton Jura.
Kanton Berno dołączył do Konfederacji Szwajcarii w 1353 r.

## Geografia
Główną rzeką kantonu jest rzeka Aare wraz z dopływami. Kanton dzieli się na sześć regionów: Berner Oberland, Berner Mittelland, Emmental, Oberaargau, Seeland i Berner Jura. Najgęściej zaludnionym regionem jest Berner Mittelland, położony na płaskowyżu na północ od Alp, tam też leży stolica kantonu. Północną część kantonu zajmuje Berner Jura, granicząca z kantonem Jura. Berner Oberland leży na południu, jest to największy i najbardziej górzysty region Berna.
Tereny Mittellandu to doliny rzek Aare i Emme, wyżyny przedalpejskie i równiny w okolicach stolicy. Region Emmental jest górzysty, usiany porozrzucanymi wioskami i farmami. To stąd pochodzi ser Ementaler. Na północy leży region Seeland zwany także Regionem Trzech Jezior (Drei-Seen-Land). Owe trzy jeziora to Biel, Morat i Neuchâtel.
Berner Oberland obejmuje Alpy Berneńskie (Berner Alpen), zachodni kraniec Alp Urneńskich (Urner Alpen) oraz tereny położone na północ, w bezpośrednim sąsiedztwie gór. W Alpach Berneńskich znajduje się najwyższy szczyt kantonu – Finsteraarhorn, który osiąga wysokość 4274 m n.p.m. i jest trzecim co do wybitności szczytem Alp. Jednakże bardziej znane są inne szczyty Alp Berneńskich: Eiger, Mönch, i Jungfrau.
We wschodniej części regionu znajduje się wiele ośrodków turystycznych i narciarskich, np.: Mürren, Wengen w dolinie Lauterbrunnental, Interlaken oraz Grindelwald. Miasteczko Meiringen jest znane z jednego z opowiadań o Sherlocku Holmes'ie pt. Ostatnia zagadka. Zachodnia część Oberlandu to miejscowości takie jak Thun, Adelboden oraz Kandersteg z jeziorem Oeschinen. Leżą tu także znane ośrodki narciarskie Gstaad i Saanen.
Oberland jest regionem wybitnie górzystym z licznymi lodowcami (np. Aletschgletscher lub Fieschergletscher), wodospadami Reichenbach lub Trümmelbach) oraz kolejami (Jungfraubahn lub Wengernalpbahn).
Kanton zajmuje powierzchnię 5959 km², z czego 6,4% zajmują budynki i drogi, 43,3% tereny rolnicze, a 31,0% lasy. Pozostałe 19,3% to nieużytki, do których zalicza się lodowce, wysokie góry oraz jeziora.

## Administracja
Parlament kantonu nosi nazwę ”Wielka Rada Berna” (niem. Grosser Rat, fr. Grand conseil). Składa się ze 160 reprezentantów wybieranych w oparciu o ordynację proporcjonalną na czteroletnią kadencję. Francuskojęzyczna część kantonu (Berner Jura) ma zagwarantowane dwanaście miejsc w radzie, a francuskojęzyczna mniejszość dwujęzycznego okręgu Biel/Bienne ma zagwarantowane trzy miejsca.
Organem wykonawczym kantonu jest „Rada Wykonawcza Berna” (niem. Regierungsrat, fr. Conseil-éxecutif). Składa się ona z siedmiu członków wybieranych bezpośrednio przez obywateli na czteroletnią kadencję. Konstytucja kantonu rezerwuje jedno miejsce w Radzie Wykonawczej dla francuskojęzycznego reprezentanta Berner Jura.
System sądowniczy kantonu jest dwuinstancyjny. Pierwszą instancją są sądy okręgów, a instancją wyższą jest Najwyższy Sąd Kantonalny (niem. Obergericht, fr. Cour suprême).

## Podział administracyjny
1 stycznia 2010 r., istniejące dotąd 26 okręgów (Amtsbezirk) zostało zlikwidowanych, a w ich miejsce utworzono pięć regionów administracyjnych (Verwaltungsregion). Regiony te dzielą się natomiast na dziesięć okręgów (Verwaltungskreis), w skład których wchodzi łącznie 335 gmin (Gemeinde):
| Regiony administracyjne (Verwaltungsregion) | Okręgi (Verwaltungskreis) |
| ------------------------------------------- | ------------------------- |
| Berner Jura                                 | Berner Jura               |
| Bern-Mittelland                             | Bern-Mittelland           |
| Emmental-Oberaargau                         | Emmental                  |
| Emmental-Oberaargau                         | Oberaargau                |
| Oberland                                    | Frutigen-Niedersimmental  |
| Oberland                                    | Interlaken-Oberhasli      |
| Oberland                                    | Obersimmental-Saanen      |
| Oberland                                    | Thun                      |
| Seeland                                     | Biel/Bienne               |
| Seeland                                     | Seeland                   |

## Demografia
Kanton Berno jest dwujęzyczny. Języka niemieckiego używa około 86% populacji, a języka francuskiego około 11%. Trzecim najpopularniejszym językiem jest język włoski. Niemieckojęzyczna część populacji posługuje się dialektami Berndeutsch (odmiana wysokoalemańskiego) oraz Schwyzertüütsch. Ludność francuskojęzyczna skupia się w zachodnich i północnych częściach kantonu. Francuski jest także używany obok niemieckiego w mieście Biel/Bienne. Urzędowo oba języki mają jednakowy status.

## Religia
Większość mieszkańców kantonu to protestanci (67% w 2000 r.) i większość z nich należy do Szwajcarskiego Kościoła Reformowanego. W kantonie istnieje także wiele odłamów ewangelickich. Ewangelicy zamieszkują głównie w Emmentalu i Oberlandzie.
Katolicy stanowią 16% populacji kantonu. Istnieje tu także uznana prawnie społeczność żydowska. Podobnie jak w całej Szwajcarii występują tu także religie imigrantów, jak np. sikhizm, Kościół Jezusa Chrystusa Świętych w Dniach Ostatnich i islam. W 2006 r. postanowiono rozbudować meczet w Langenthal i wybudować minaret, co wywołało sprzeciw środowisk ewangelistycznych i konserwatywnych. Ostatecznie, w referendum, 57,5% Szwajcarów opowiedziało się za zakazem budowania minaretów w Szwajcarii.

## Gospodarka
Głównym źródłem dochodu kantonu jest turystyka, szczególnie w Oberlandzie Berneńskim. Inne ważne sektory gospodarki to rolnictwo (szczególnie hodowla bydła), serowarstwo oraz energia z elektrowni wodnych. Najżyźniejsze gleby występują w Mittellandzie, dlatego też rolnictwo jest tu najbardziej rozwinięte. Jest to także najbardziej uprzemysłowiony rejon kantonu. W Mühlebergu znajduje się elektrownia jądrowa.
Rejon jeziora Biel obfituje w winnice. W kantonie znajdują się także zakłady produkujące zegarki oraz maszyny.

## Galeria

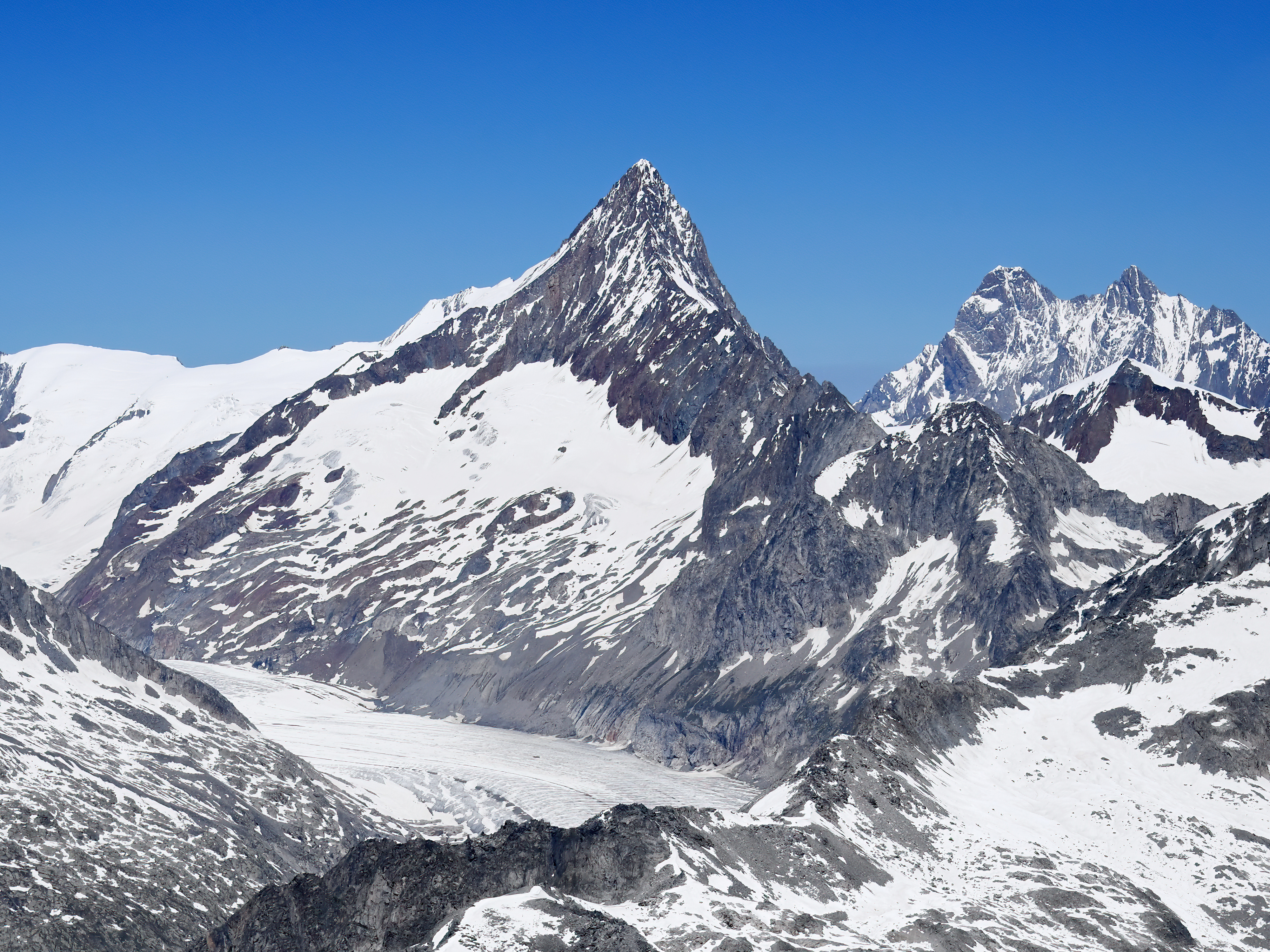
Finsteraarhorn
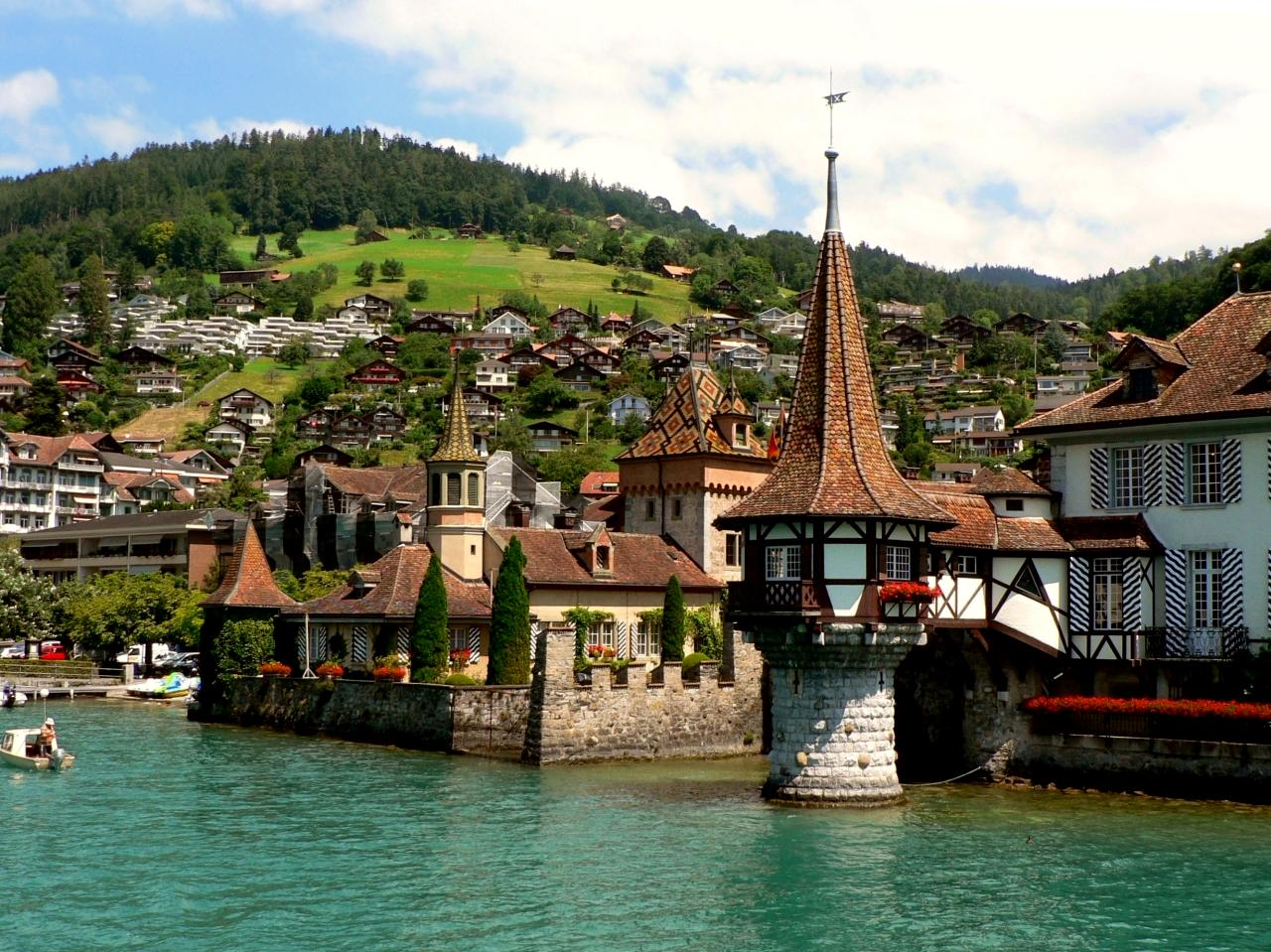
Oberhofen
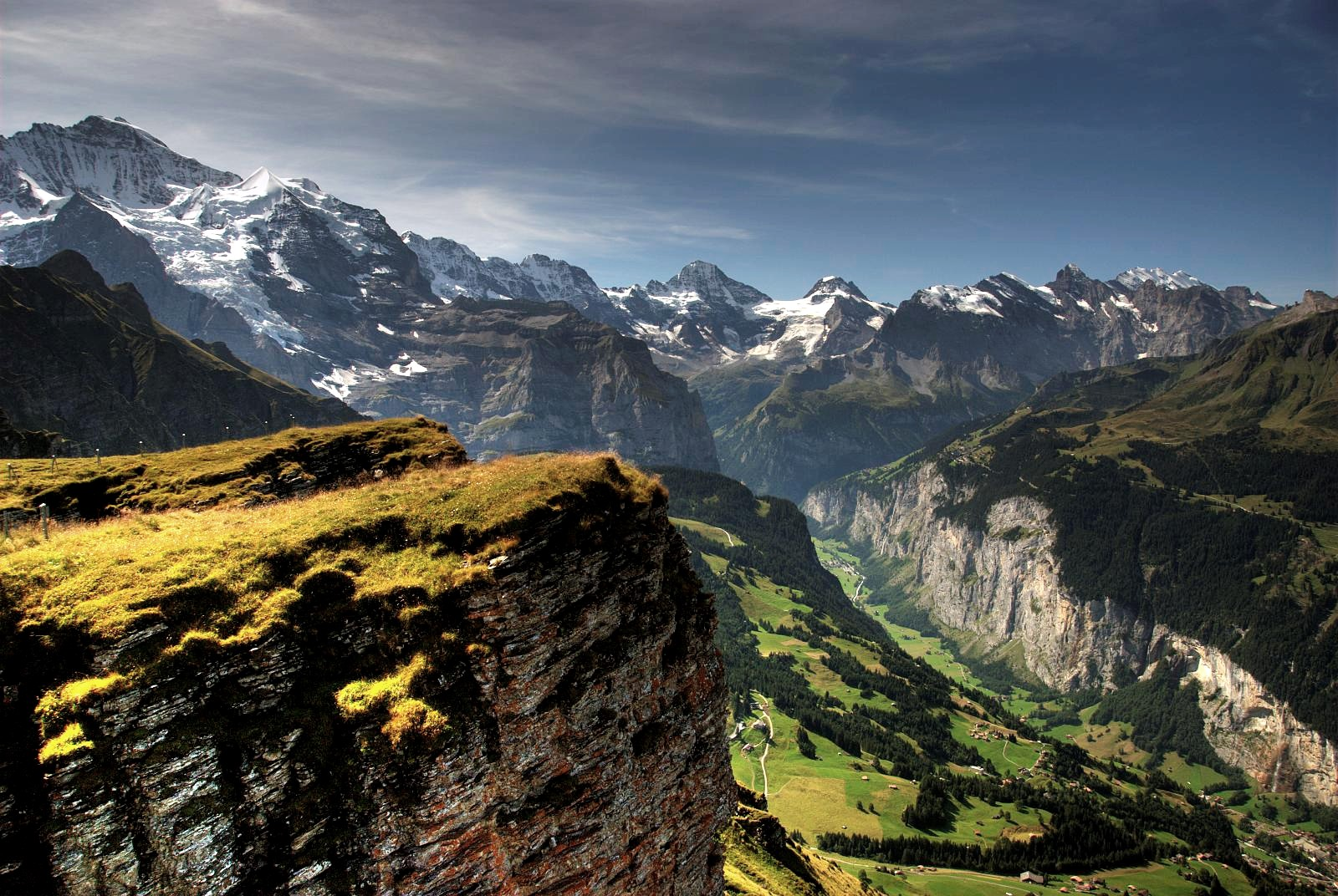
Dolina Lauterbrunnental
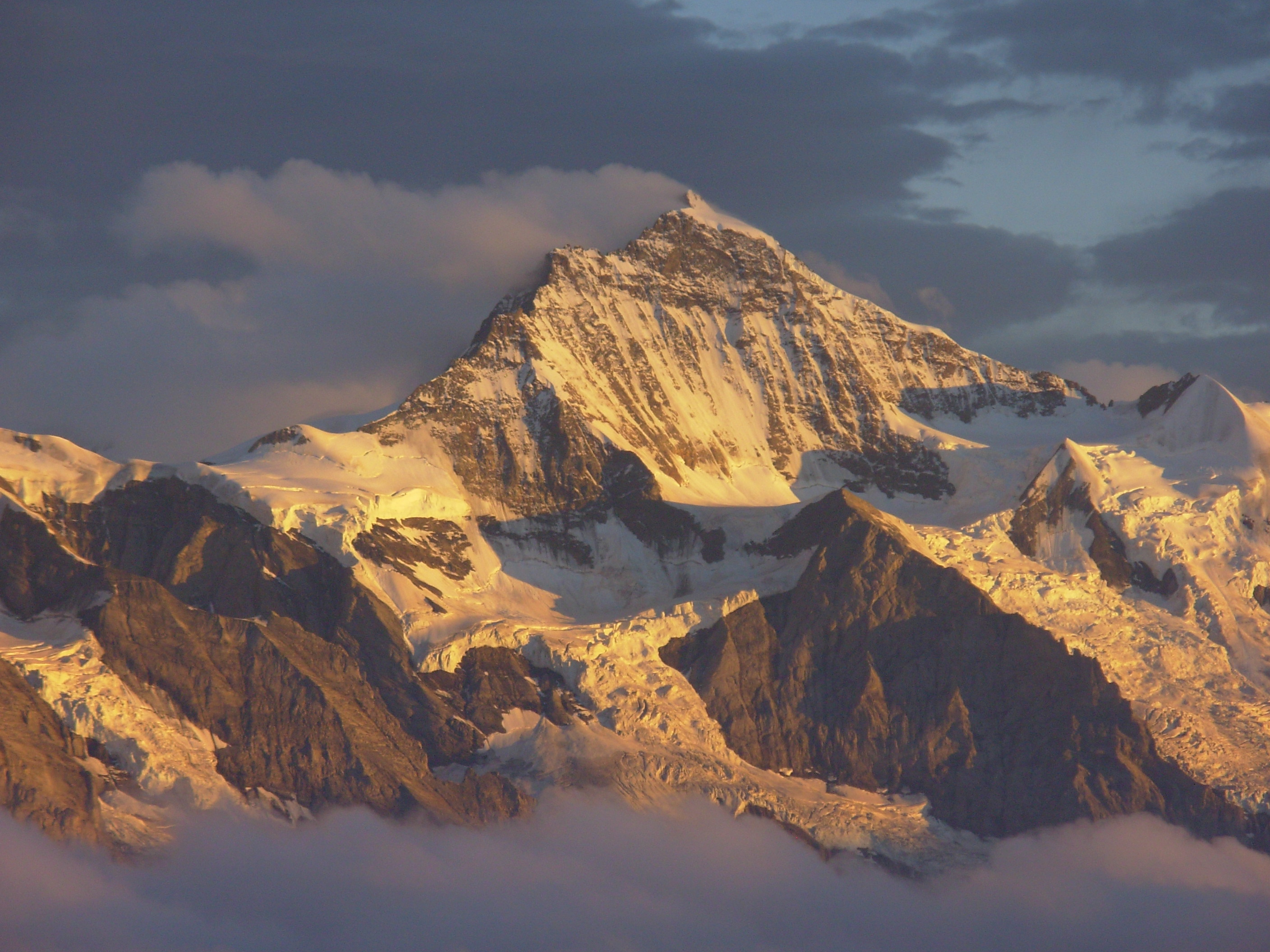
Jungfrau
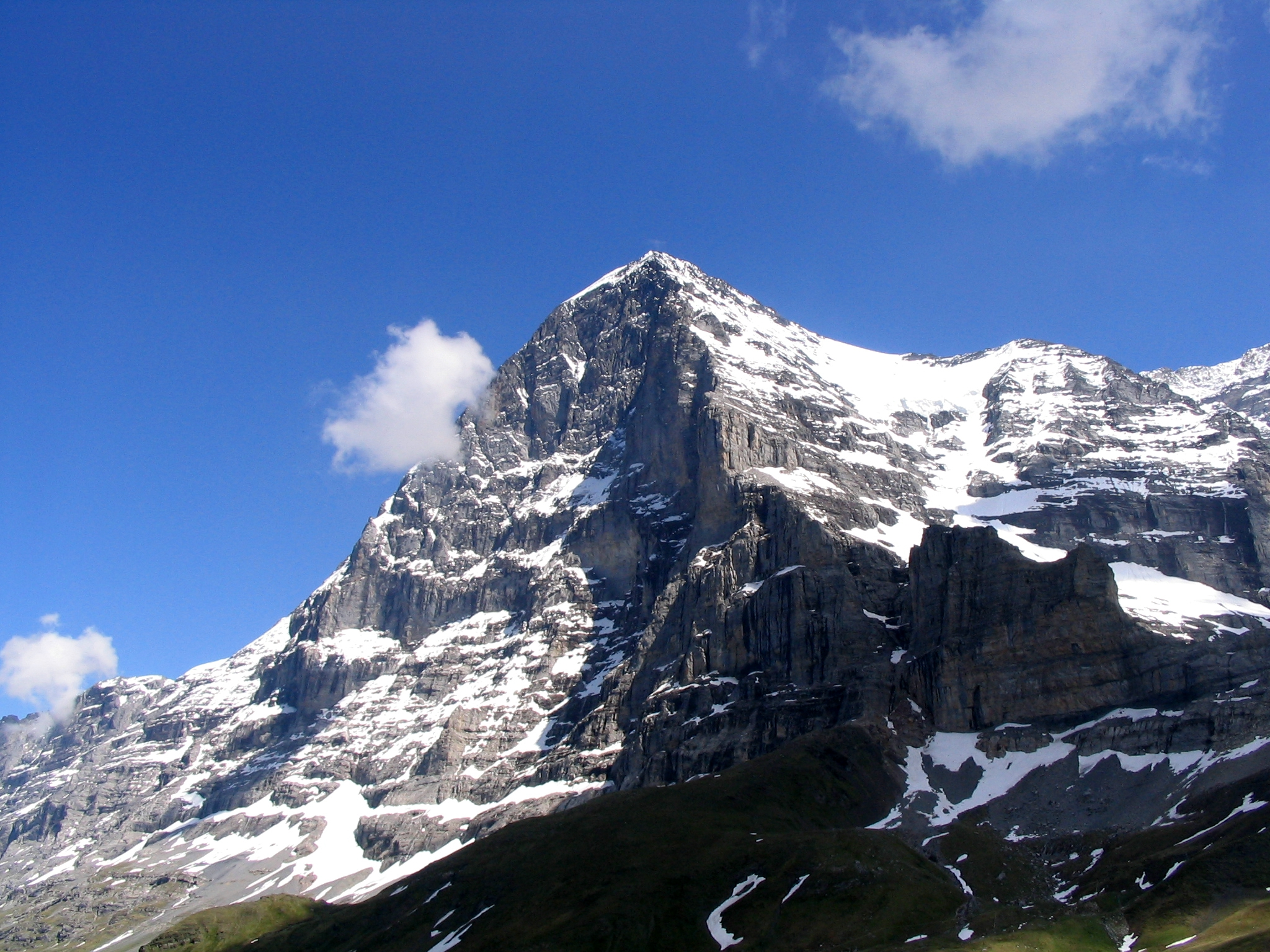
Eiger
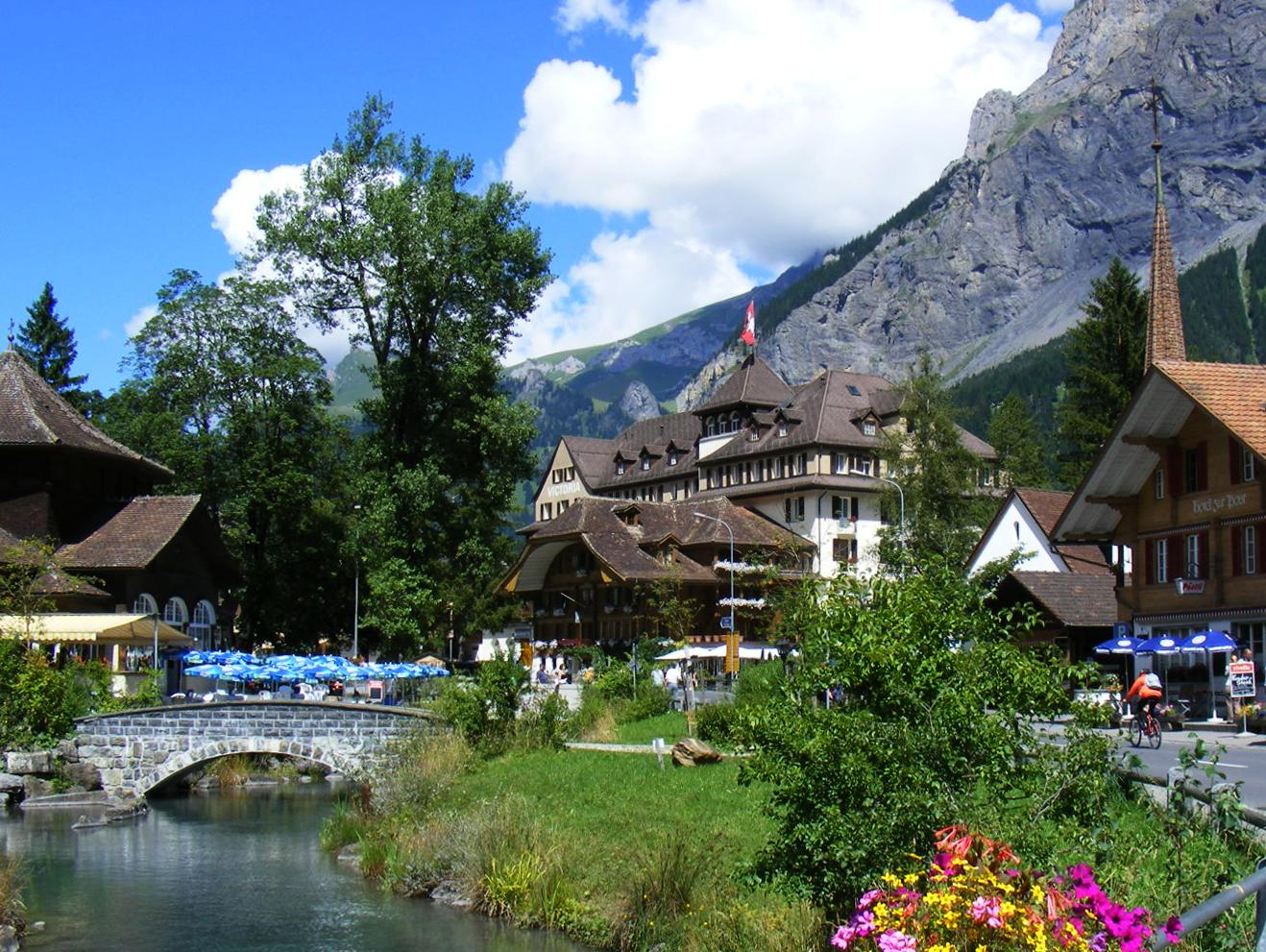
Kandersteg
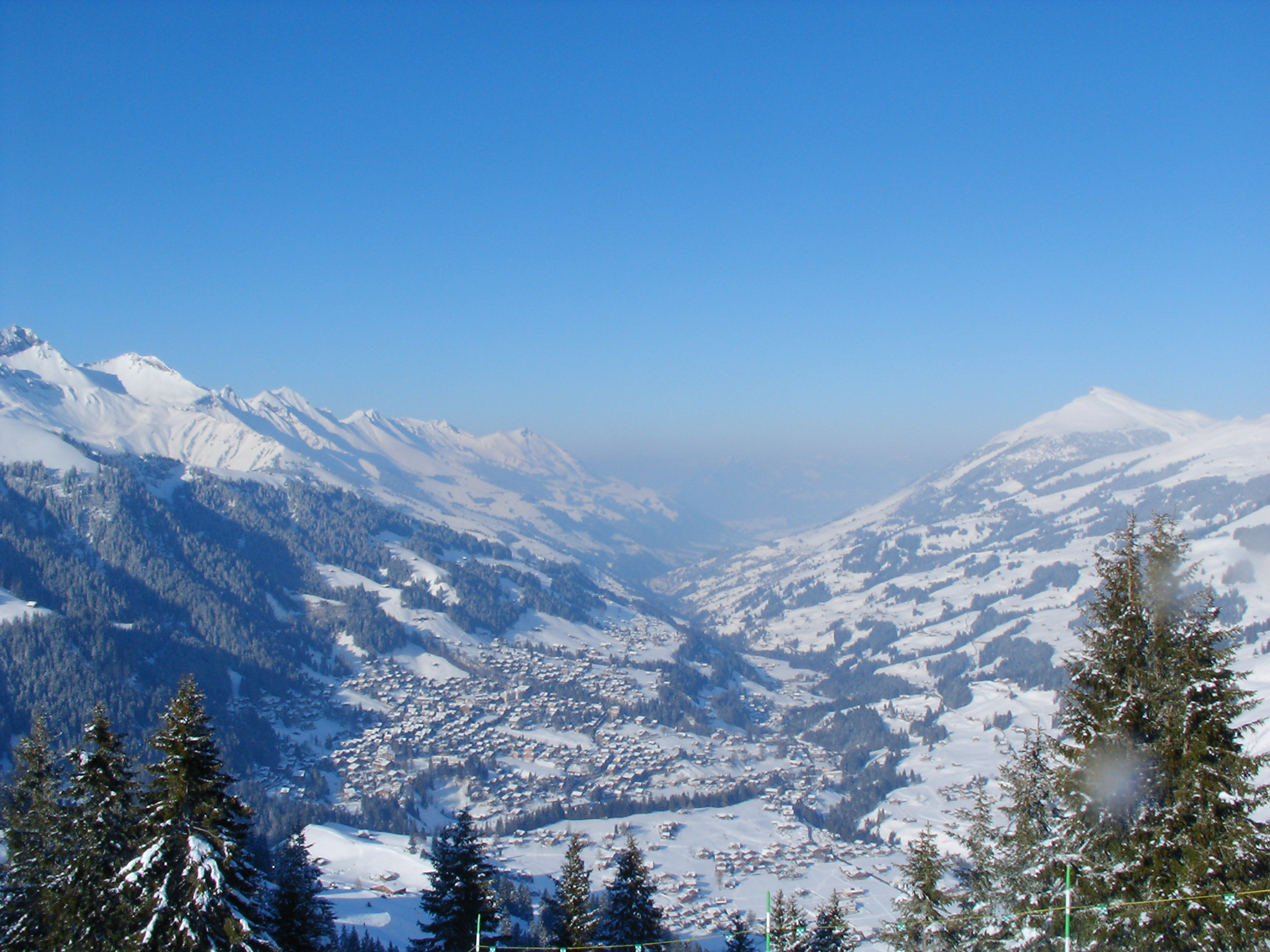
Adelboden
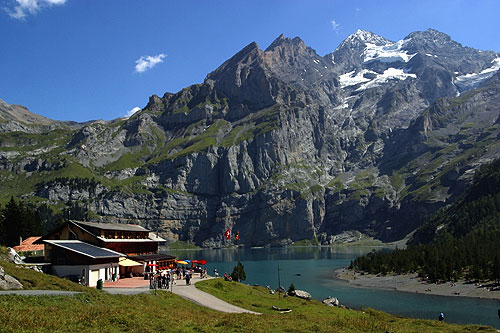
Jezioro Oeschinen
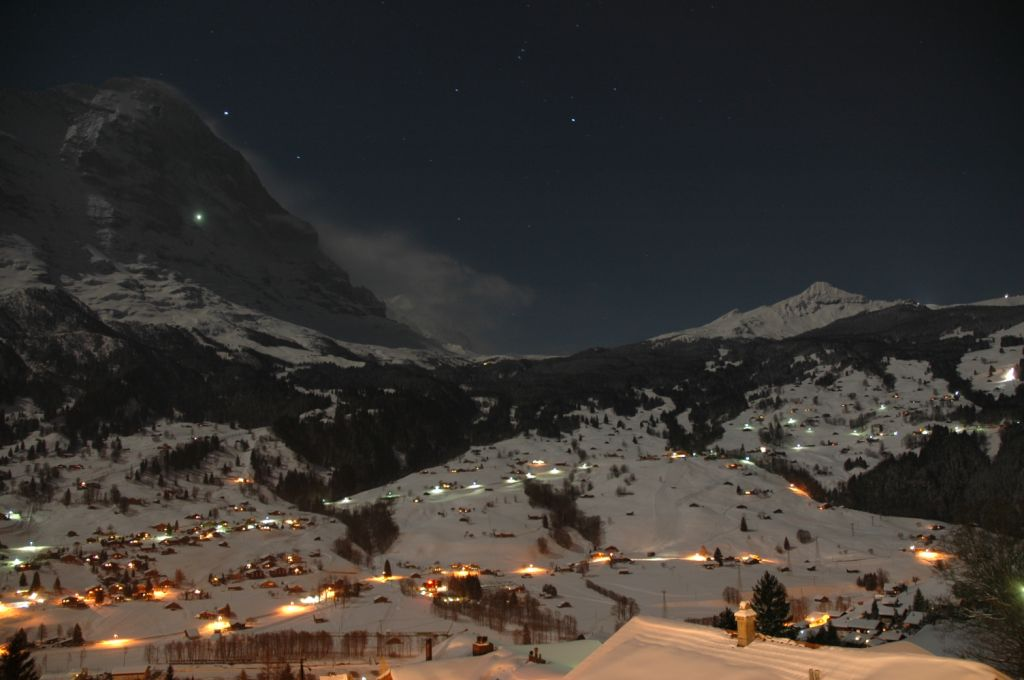
Grindelwald
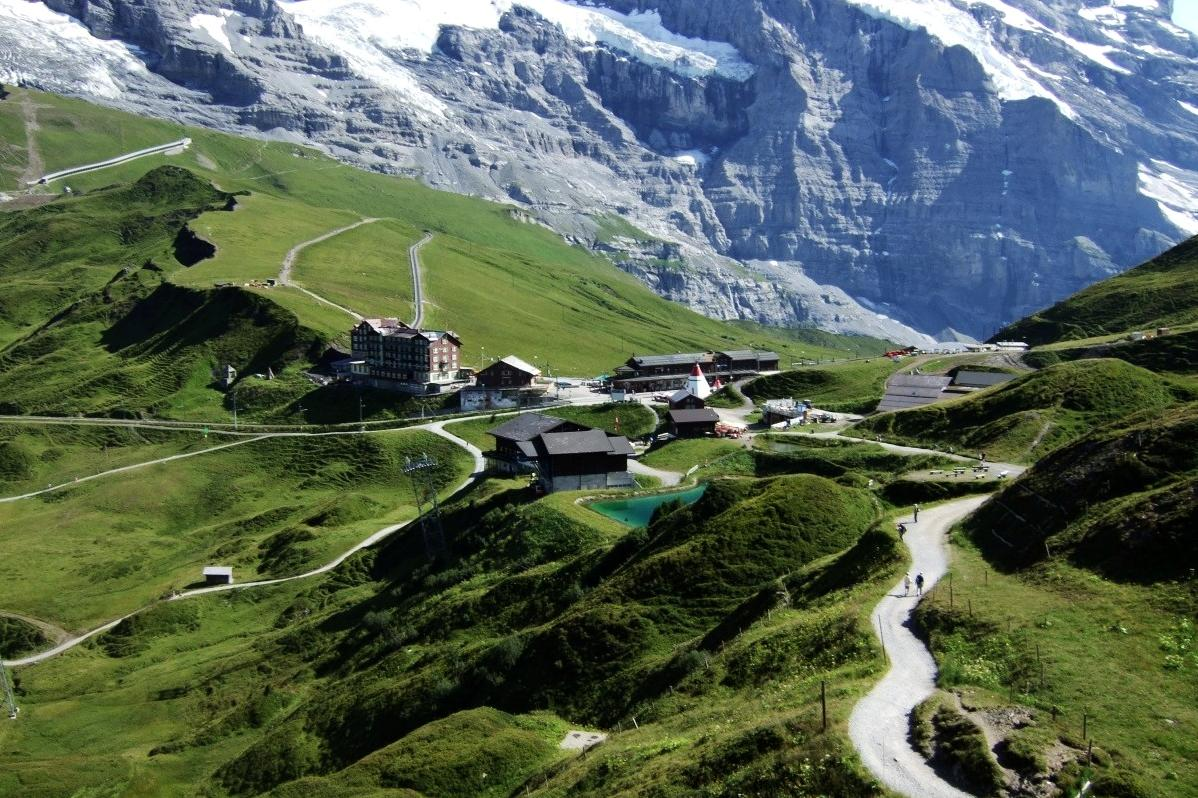
Przełęcz Kleine Scheidegg
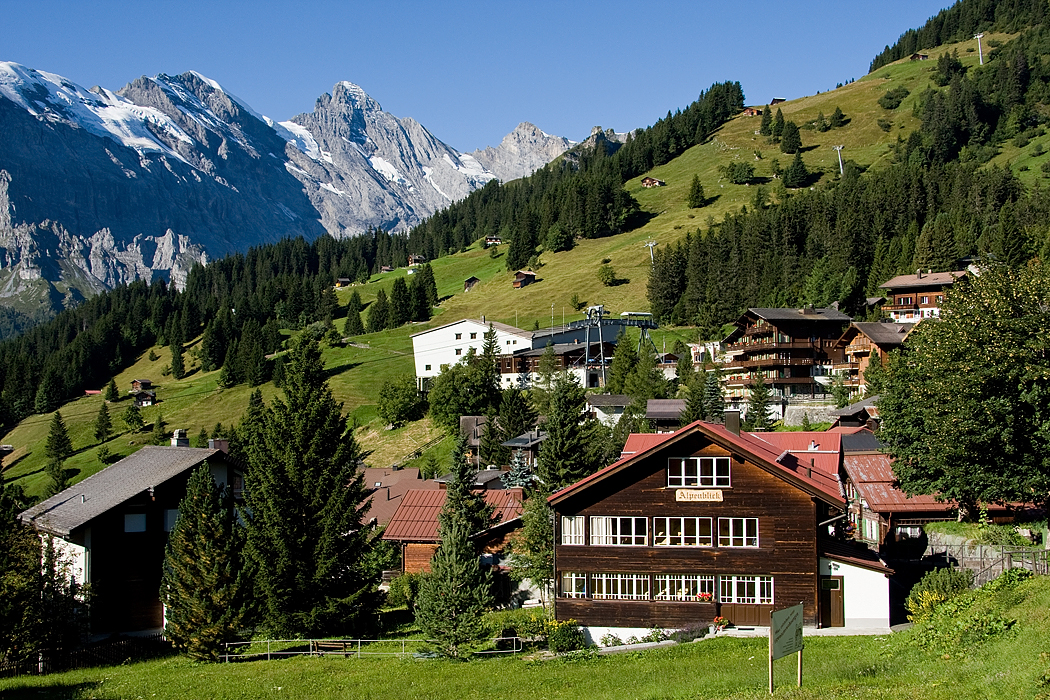
Mürren
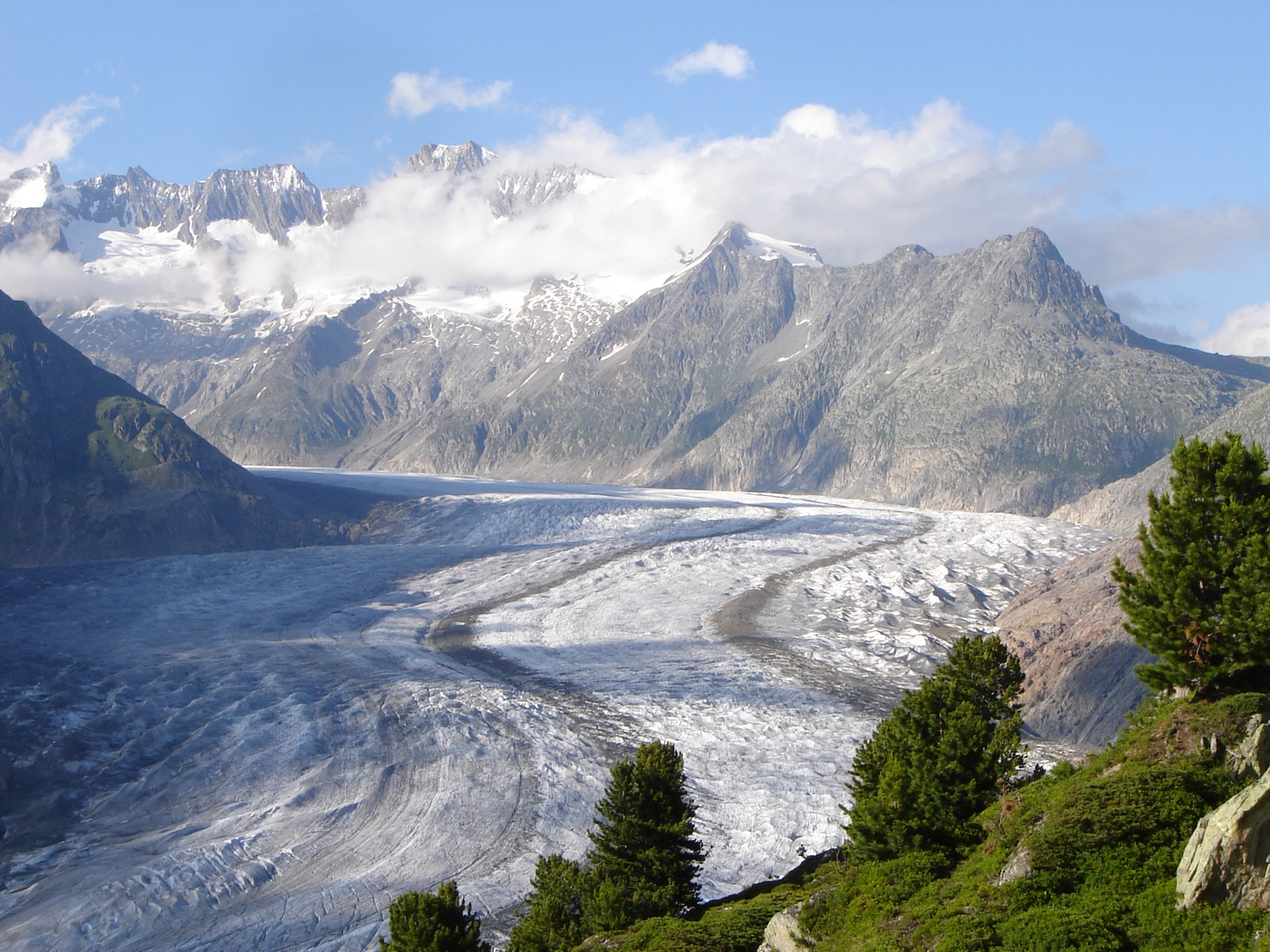
Lodowiec Aletschgletscher

## Zmiany administracyjne
- 1 stycznia 2020
  - przyłączenie gminy Schwendibach do gminy Steffisburg
- 1 stycznia 2022
  - przyłączenie gminy Clavaleyres do miasta Murten w kantonie Fryburg
- 1 stycznia 2023
  - przyłączenie gminy Diemerswil do gminy Münchenbuchsee
- 1 stycznia 2024
  - przyłączenie gminy Zwieselberg do gminy Reutigen
  - przyłączenie gminy Wangenried do gminy Wangen an der Aare